# Le Favril (Nord)
Le Favril település Franciaországban, Nord megyében. Lakosainak száma 504 fő (2022. január 1.). Le Favril Fesmy-le-Sart, La Groise, Landrecies, Maroilles és Prisches községekkel határos.

## Népesség
A település népességének változása:
| Lakosok száma | 490  | 508  | 520  | 511  | 507  | 504  | 501  | 503  | 504  |
|               | 2013 | 2015 | 2016 | 2017 | 2018 | 2019 | 2020 | 2021 | 2022 |